# David Steigerwald
David Steigerwald (* 28. října 1972, Praha) je český divadelní a filmový herec, člen souboru Divadla na Vinohradech. V letech 1997–2005 působil v angažmá v Klicperově divadle v Hradci Králové, v letech 2005–2007 byl členem souboru brněnského divadla Husa na provázku.

## Divadelní role (výběr)

### Divadlo na Vinohradech

#### Velká scéna

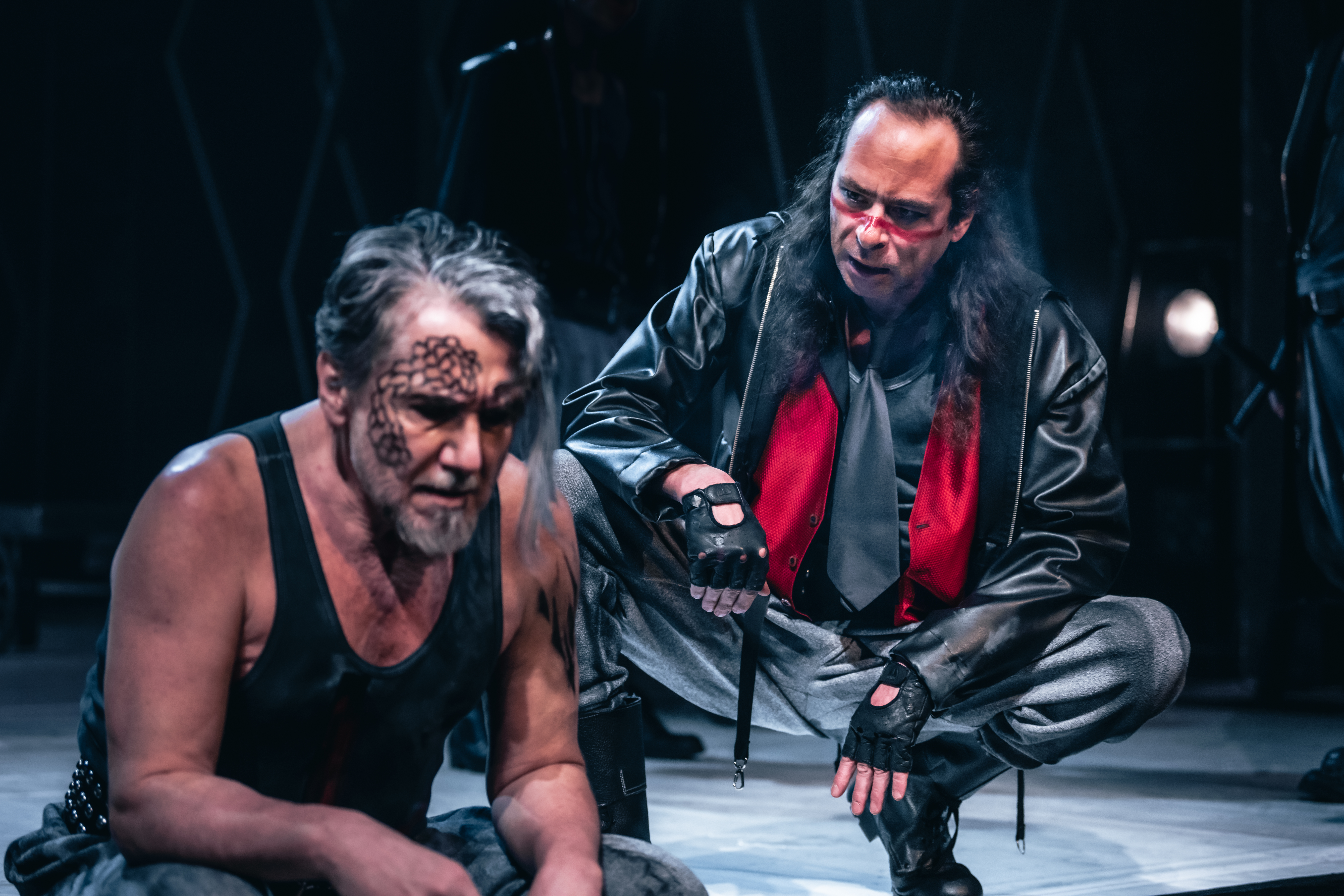
David Steigerwald v roli Cimbrana v inscenaci Vzpoura lásky (Fuente Ovejuna), Divadlo na Vinohradech, foto Petr Chodura (2023)

- 2011 Edmon Rostand – Pavel Kohout – Xindl X: Cyrano!! Cyrano!! Cyrano!!, režie: Vladimír Morávek, premiéra: 30. května 2011, role: Nejhezčí kadet
- 2012 Jerzy Kosiński: Byl jsem při tom, režie: Martin Stropnický, premiéra: 26. března 2012, role: Asistent v televizi
- 2012 William Shakespeare: Zkrocení zlé ženy, režie: Juraj Deák, premiéra: 14. prosince 2012, role: Krejčí
- 2013 Pavel Kohout podle Karla Hašlera: Hašler…, režie: Tomáš Töpfer, světová premiéra: 19. dubna 2013, obnovená premiéra: 18. října 2019, role: 1. muž – Kamelot – Esesák – 2. muž
- 2013 Hanoch Levin: Nesnesitelné svatby (Krum), režie: Juraj Deák, česká premiéra: 25. října 2013, role: Sanitář – Fotograf – Číšník
- 2014 Miroslav Krleža: Rod Glembayů, režie: Martin Huba, premiéra: 13. listopadu 2014, role: Von Ballocsanszky
- 2014 Sławomir Mrożek: Láska na Krymu, režie: Juraj Deák, premiéra: 19. prosince 2014, role: První
- 2015 Jan Vedral: Kašpar H. (Dítě Evropy), režie: Natália Deáková, premiéra: 11. září 2015, role: Žalářník Hiltel
- 2015 William Shakespeare: Romeo a Julie, režie: Juraj Deák, premiéra: 12. prosince 2015, role: Abraham
- 2016 Henrik Ibsen: Nepřítel lidu, režie: Juraj Deák, premiéra: 19. února 2016, role: Opilec
- 2016 Gabriela Preissová: Její pastorkyňa, režie: Martin Františák, premiéra: 16. září 2016, role: Jano
- 2016 Maxim Gorkij: Sluníčkáři (Děti slunce), režie: Juraj Deák, premiéra: 16. prosince 2016, role: Roman
- 2017 František Langer: Periferie, režie: Martin Huba, premiéra: 26. května 2017, role: Strážník
- 2017 Arthur Miller: Čarodějky ze Salemu, režie: Juraj Deák, premiéra: 20. prosince 2017, role: Biřic Herrick
- 2018 Josef Topol: Konec masopustu, režie: Martin Františák, premiéra: 19. října 2018, role: Maškara
- 2018 Nikolaj Vasiljevič Gogol: Revizor, režie: Juraj Deák, premiéra: 19. prosince 2018, role: Miška – Š. I. Uchovertov
- 2019 William Shakespeare: Jak se vám líbí, režie: Juraj Deák, premiéra: 13. prosince 2019, role: Denis – Pán – William
- 2020 Milan Uhde – Miloš Štědroň: Balada pro banditu, režie: Juraj Deák, premiéra: 2. října 2020, role: Četník – Vesničan – Laco Totín
- 2021 Guy de Maupassant – Vladimír Čepek: Miláček, režie: Šimon Dominik, premiéra: 3. prosince 2021, role: Oddávající – Policejní komisař
- 2023 Jan Vedral podle Josefa Škvoreckého: Danny Smiřický (Příběhy inženýra lidských duší), režie: Radovan Lipus, světová premiéra: 27. ledna 2023, role: Franta
- 2023 Lope de Vega: Vzpoura lásky (Fuente Ovejuna), režie: Pavel Khek, premiéra: 31. března 2023, role: Cimbranos
- 2024 William Shakespeare: Večer tříkrálový aneb Cokoli chcete, režie: Juraj Deák, poprvé: 21. června 2024, premiéra: 6. listopadu 2024, role: Kapitán – Kněz – Strážný
- 2025 Alena Mornštajnová – Jiří Janků: Hana, režie: Petr Svojtka, premiéra: 4. dubna 2025, role: Skácel – Dozorce

#### Kostel sv. Anny
- 2015 Hugo von Hofmannsthal – Jean Sibelius – Martin Frank: Kdokoli, režie: Jaroslava Šiktancová, premiéra: 19. března 2015, role: Bratránek – Chudý soused – Správce domu